# بات كوريلز
بات كوريلز (بالإنجليزية: Pat Corrales)‏ هو لاعب كرة قاعدة أمريكي، ولد في 20 مارس 1941 في لوس أنجلوس في الولايات المتحدة.

## وصلات خارجية
- بات كوريلز على موقع دوري كرة القاعدة الرئيسي (الإنجليزية)
- بات كوريلز على موقعبيزبول رفرنس.كوم (الدوري الرئيسي) (الإنجليزية)
- بات كوريلز على موقعبيزبول رفرنس.كوم (الدوري الثانوي) (الإنجليزية)
- بات كوريلز على موقع إي إس بي إن.كوم (أم.أل.بي) (الإنجليزية)
- بات كوريلز على موقع مشجعي الرسوم البيانية (الإنجليزية)